# Bruno Schilling
Bruno Schilling, född den 20 maj 1798 i Freiberg, död den 28 november 1871 i Leipzig, var en tysk rättslärd. Han var son till författaren Friedrich Gustav Schilling och far till juristen Lothar Schilling. 
Schilling påbörjade 1815 sina juridiska studier i Leipzig. År 1825 blev han juris doktor på avhandlingen De Origine Iurisdictionis Ecclasticeae In Caussis Civilibus och 1828 extra ordinarie professor vid universitetet i Leipzig. Hans specialiteter var kyrko- och förläningsrätt.